# Diocesi di Viruno
La diocesi di Viruno (in latino Dioecesis Virunensis) è una sede soppressa e sede titolare della Chiesa cattolica.

## Storia
Viruno, il cui sito archeologico si trova nei pressi di Zollfeld in Austria, è un'antica sede vescovile della provincia romana del Norico, suffraganea del patriarcato di Aquileia.
Non sono noti vescovi per questa antica sede episcopale. Alcuni autori assegnano a questa diocesi l'anonimo Breonensis episcopus menzionato nella lettera inviata all'imperatore Maurizio Tiberio dai vescovi riuniti ad Aquileia nel 591 e vissuto all'epoca dell'imperatore Giustiniano I (metà circa del VI secolo); Breonensis sarebbe un errore nella tradizione manoscritta per Virunensis. Altri storici invece ritengono che la sede di questo vescovo sarebbe quella Poetoviensis, ossia Poetovio.
Dal 1968 Viruno è annoverata tra le sedi vescovili titolari della Chiesa cattolica; dal 31 marzo 2021 l'arcivescovo, titolo personale, titolare è Fermín Emilio Sosa Rodríguez, nunzio apostolico in Bolivia.

## Cronotassi

### Vescovi
- Anonimo ? † (metà circa del VI secolo)

### Vescovi titolari
- Josip Žabkar † (17 maggio 1969 - 19 maggio 1984 deceduto)
- Antonio Mattiazzo (16 novembre 1985 - 5 luglio 1989 nominato arcivescovo, titolo personale, di Padova)
- Oscar Rizzato † (23 dicembre 1989 - 11 gennaio 2021 deceduto)
- Fermín Emilio Sosa Rodríguez, dal 31 marzo 2021